# Język uneapa
Język uneapa, także bali – język z podrodziny języków oceanicznych z wielkiej rodziny języków austronezyjskich, używany przez mieszkańców wyspy Unea w Papui-Nowej Gwinei.
Według danych z 2010 r. posługuje się nim 12 tys. osób. W użyciu jest także tok pisin.
Blisko spokrewniony z językiem vitu. Czasem mówi się o jednym języku bali-vitu. Bali wyróżnia się konserwatywnym charakterem fonologii.
Języki bali-vitu były niegdyś łączone z językami willaumez (z Willaumez Peninsula), pod pojęciem grupy „kimbe” (od nazwy zatoki). Niemniej M. Ross klasyfikuje je jako odrębną grupę. 